# Pseudophloeus fuscicornis
Pseudophloeus fuscicornis is een keversoort uit de familie dwergschorskevers (Laemophloeidae). De wetenschappelijke naam van de soort werd in 1874 gepubliceerd door Edmund Reitter.